# 伊格尔
伊格尔是德国莱茵兰-普法尔茨州的一个市镇。总面积7.30平方公里，总人口2045人，其中男性1011人，女性1034人（2011年12月31日），人口密度280人/平方公里。